# Tracy Fullerton

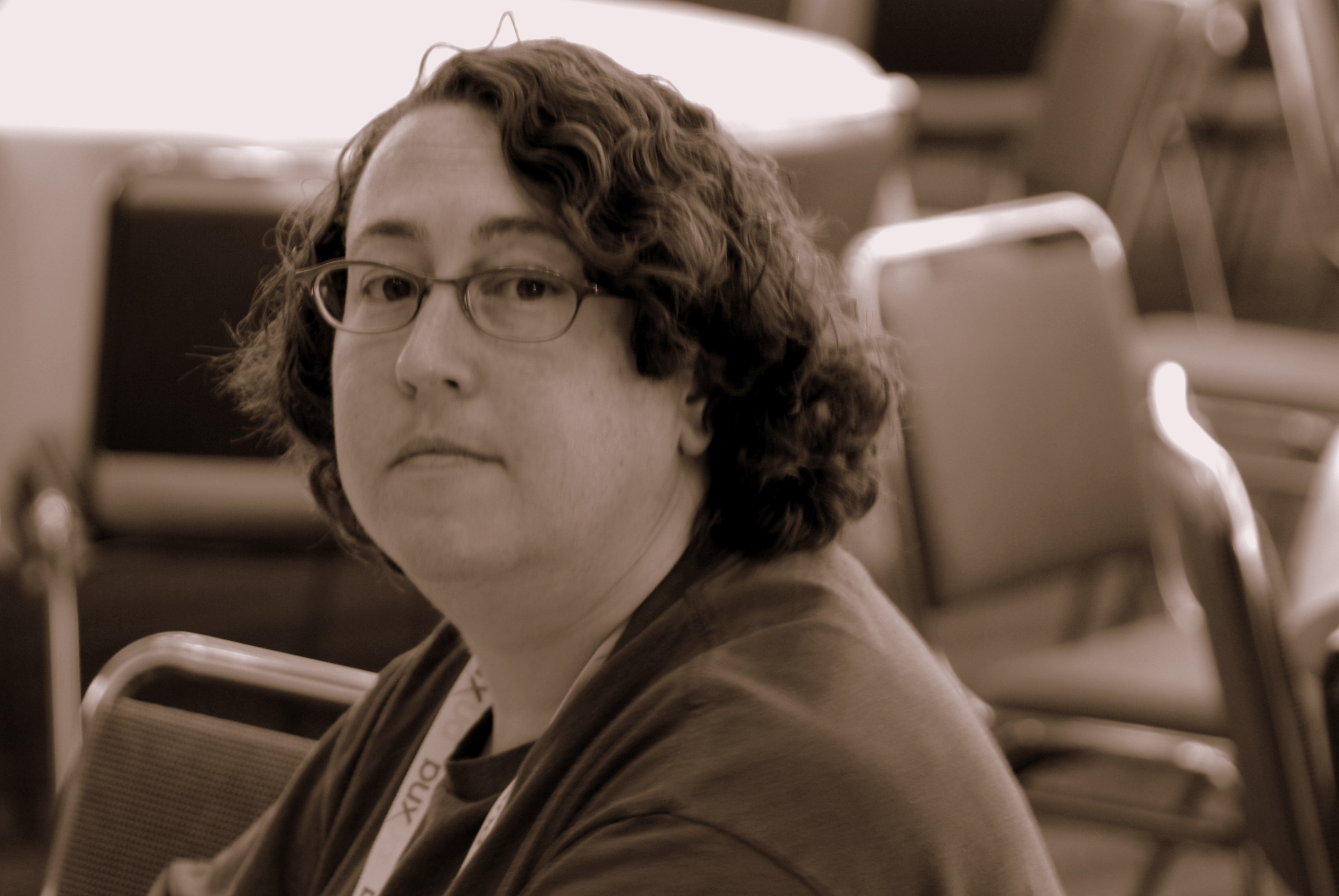
Tracy Fullerton auf der Game Developers Conference 2007

Tracy Jeanne Fullerton (* 21. Juni 1965 in Los Angeles, USA) ist eine US-amerikanische Spieledesignerin, Pädagogin und Autorin. Sie ist Professorin in der Interactive Media & Games Division der University of Southern California (USC) School of Cinematic Arts und Direktorin des Game Innovation Lab an der USC.

## Leben und Werk

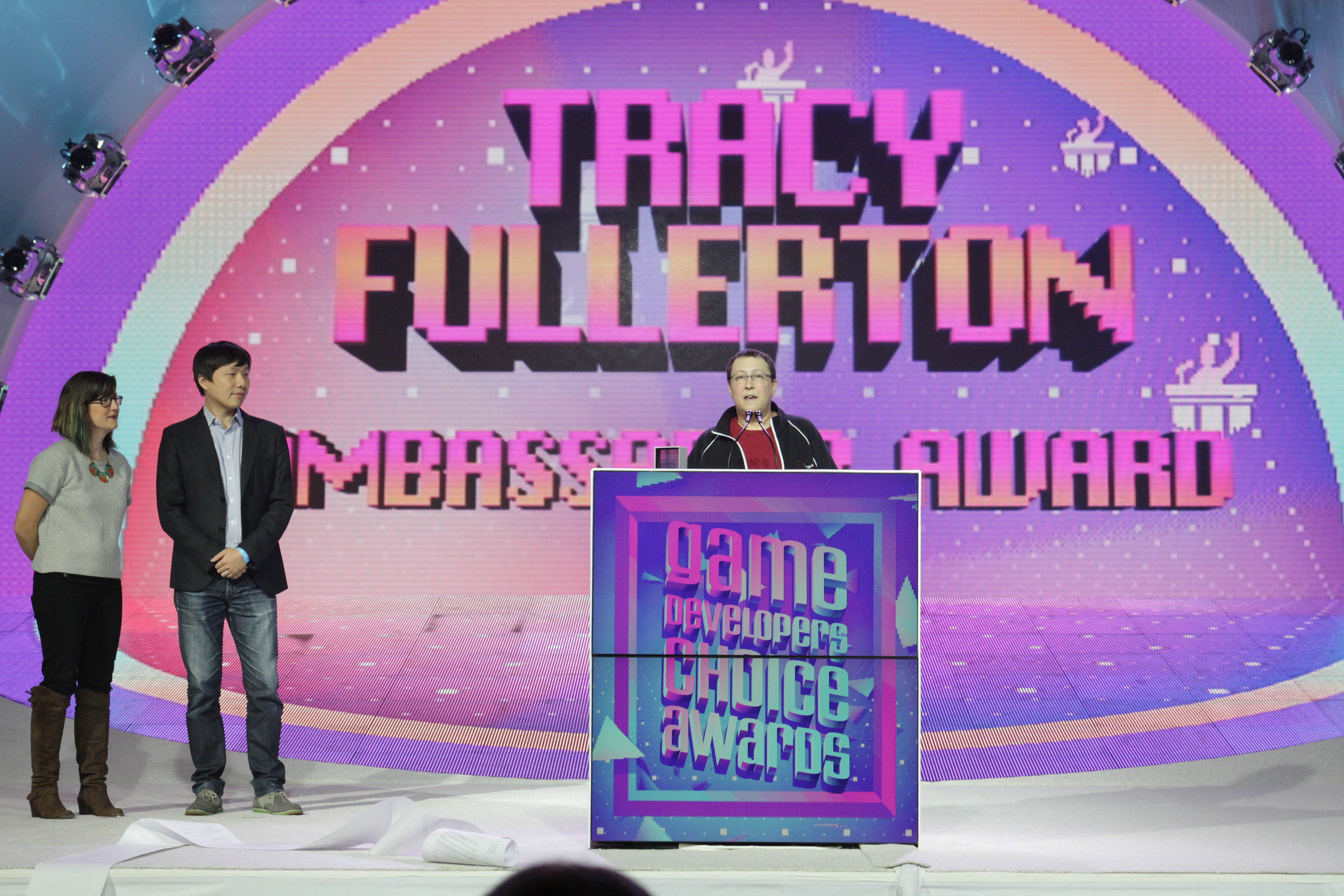
Tracy Fullerton bei den Game Developers Choice Awards 2016

Fullerton lernte bereits als Kind zu programmieren und studierte von 1984 bis 1987 an der University of California in Santa Cruz, wo sie einen Bachelor of Arts in Theater Arts und English Literature erwarb. Anschließend studierte sie an der University of Southern California und erhielt 1991 einen Master of Fine Arts in Cinema Arts.
Sie war bis 1993 Interactive Designer bei Synapse Technologies, danach Creative Director bis 1995 bei Interfilm, wo sie mit Adam West und Matthew Lillard das Spiel Ride for Your Life schrieb und mitregierte. Anschließend war sie bis 1998 bei der New Yorker Designfirma R/GA Interactive tätig. Microsoft suchte 1993 nach innovativer Software und beauftragte Fullerton mit der Entwicklung von NetWits, einer Reihe einfacher Online-Partyspiele, die 1996 als Teil von MSN 2.0 auf den Markt kamen. Ein paar Monate nach dem Start wurde dieses Spiel 1996 vom TIME Magazine zum Best Of The Web gekürt. Daraufhin wandte sich Sony an RG/A und forderte das Team auf, klassische Spielshows wie Jeopardy! und Wheel Of Fortune für das jüngere Publikum im Internet zu entwickeln.
Fullerton war 1998 Mitgründerin und bis 2002 Präsidentin der Firma Spiderdance, Inc., die interaktive Fernsehspiele entwickelt. Zusammen mit einigen Freunden baute sie eine benutzerdefinierte Technologie, die es ermöglichte, Massive Multiplayer-Spiele mit einer Live-TV-Übertragung zu synchronisieren. Zu den Spielen von Spiderdance gehörten  Weakest Link von NBC,webRIOT von MTV,No Boundaries von The WB, History IQ von History Channel, Inquizition von Sony Game Show Network und TBS Cyber-Bond.
Im Jahr 1999 wurde sie an der USC Professorin der Interactive Media & Games Division. Von Mai 2014 bis 2019 war sie auch Direktorin des USC Games - Programm. Ihr Forschungszentrum, das USC Game Innovation Lab, hat mit dem Künstler Bill Viola eine Reihe von Spielen produziert, darunter Cloud,  flOw, Darfur is Dying, The Night Journey und Walden, a game, eine Simulation von Henry David Thoreaus Werk Walden.
Als Produzentin und Kreativdirektorin hat sie unter anderem Spiele und interaktive Produkte für Kunden wie Sony, Intel, Microsoft, AdAge, Ticketmaster, Compaq und Warner Bros. entwickelt.

## Auszeichnungen (Auswahl)
- Time's Best of the Web
- 2008: Sublime Experience award for The Night Journey bei IndieCade
- 2012: Impact award for Reality Ends Here bei IndieCade
- 2013: Trailblazer award bei IndieCade
- 2015: Game Changer award bei Games for Change
- 2016: Ambassador Award bei Game Developers Choice Awards
- 2017: Game of the Year and Most Significant Impact für Walden, a game bei Games for Change
- Women in Entertainment Power 100 von Hollywood Reporter.

## Veröffentlichungen (Auswahl)
- Game Design Workshop: A Playcentric Approach to Creating Innovative Games. A K Peters/CRC Press, 2018, ISBN 978-1-138-09877-0
- mit de William G. Tierney, Zoë B. Corwin, Gisele Ragusa: Postsecondary Play: The Role of Games and Social Media in Higher Education (Tech.edu: A Hopkins Series on Education and Technology). Johns Hopkins University Press, 2014, ISBN 978-1-4214-1306-8.